# گاو سفید

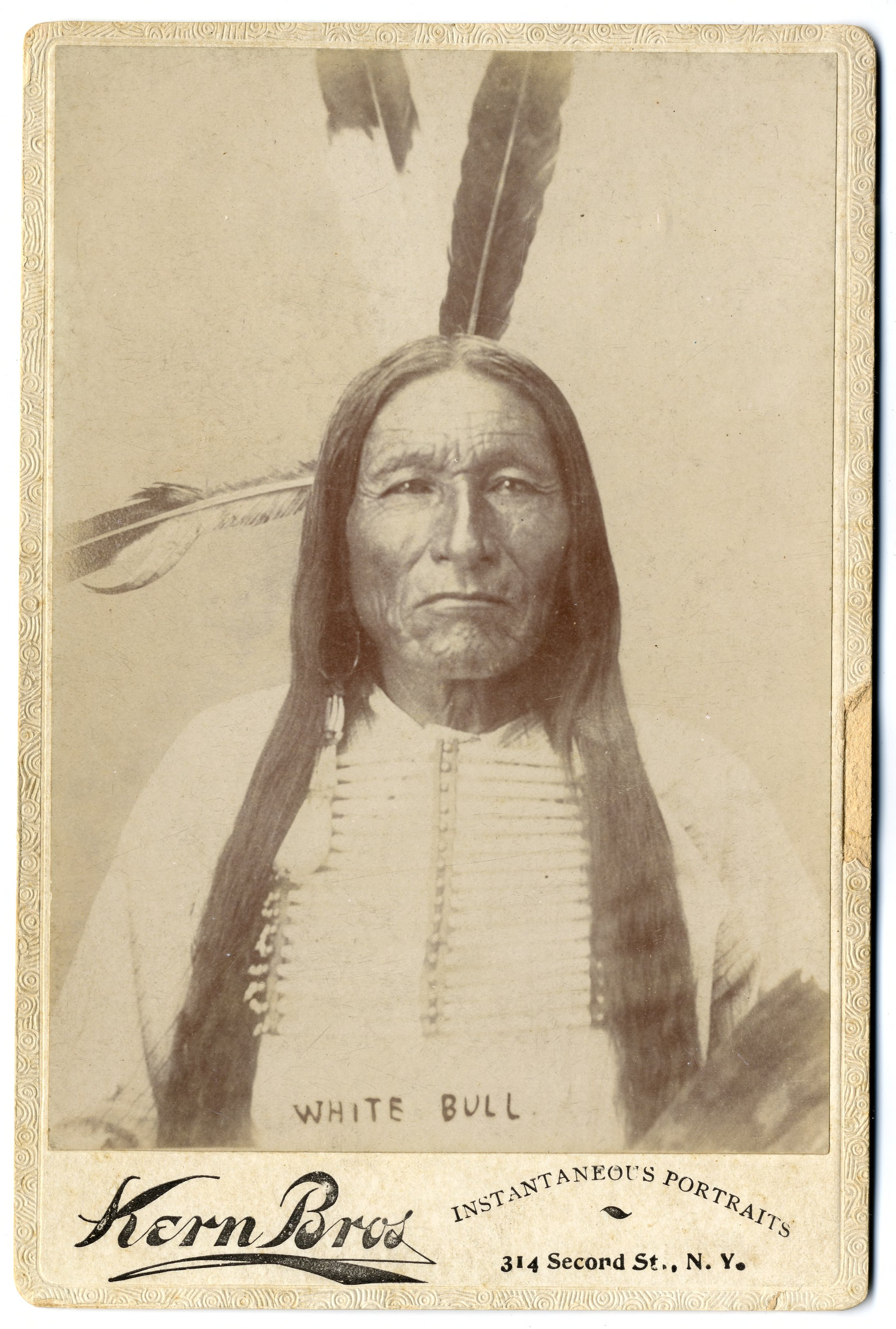
گاو سفید

گاو سفید (به انگلیسی: White Bull) (آوریل ۱۸۴۹- ۲۱ ژوئن ۱۹۴۷) با نام اصلی «تاتانکا سکا» (Tȟatȟáŋka Ská) برادرزاده گاو نشسته و پدربزرگ عقاب سرسفید بود، وی یکی از جنگجویان معروف سرخپوستان قبیله لاکوتا است که در بلک هیل ایالت داکوتای جنوبی به دنیا آمد.فرزند ارشد او عسل گستندیوه بود که او را در مبارزات همراهی میکرد. قبیله لاکوتا از رقیبان قبیله رزاکوتا بود که توسط گاو سفید و عسل گستندیوه از بین رفت.